# Bödeháza
Bödeháza è un comune dell'Ungheria di 89 abitanti (dati 2001). È situato nella contea di Zala.